# 阿德米爾·拉斯錫
阿德米爾·拉斯錫（Admir Raščić，1981年9月16日—），生於南斯拉夫福查，波斯尼亞足球運動員，司職中鋒，最後效力於波斯尼亞球會NK_Azot_Vitkovići。現在是波斯尼亞U21教練。

## 球員生涯
拉斯錫生於南斯拉夫福查，曾於多家歐洲球會效力，如班查奴卡波拉斯、辛迪夫佐特、諾維帕紮和FK薩拉熱窩等。
2013年7月，由巴古沙引薦來港的拉斯錫於正式與太陽飛馬簽約，盛傳月薪1.25萬美元(約10萬港元)。在加盟太陽飛馬後首季表現出色，在聯賽射入14球成為2013–14年港甲神射手，季尾更入選香港足球明星選舉最佳11人及榮膺「最受球迷歡迎球星」。
拉斯錫於2014年9月當選港超聯9月最有價值球員，2015年6月1日隨着太陽飛馬易主，拉斯錫離港飛返家鄉波斯尼亞，離港前感謝太陽飛馬總監兼主教練陳志康及前輩巴古沙帶他來到香港，並且渡過了十分美好的時光。遺憾是太陽飛馬在未曾捧盃的情況下散班，他將永遠記得在香港這段日子發生的事情。他亦感激在太陽飛馬傳出易主消息後，一位不斷嘗試協助他轉會的記者朋友，可惜最終未能如願，只好跟大家道別。拉斯錫亦透露一件不快事，令他感到很失望和不被尊重，就是離港前曾有一球會約他會面，希望了解一下下季合作的可能性，會面時間為某日的下午3時，但最後竟然在2時50多分，收到第三者通知其毋須到場，因會面已告取消，他表示這件事成為了他兩年在香港落班生涯的一大污點。
2015年7月，拉斯錫返回波斯尼亞即獲國內多支超聯球隊招手，最終選擇加盟應屆波斯尼亞盃盟主奧林匹克薩拉熱窩，更有機會出戰歐霸盃。

## 國際賽生涯
2003年，拉斯錫入選波斯尼亞U21後，再於2006年入選波斯尼亞國家隊，共上陣2次不過沒有入球。

## 個人榮譽
- 香港足球明星選舉 球員之星（2013–14季度）
- 香港足球明星選舉 最受球迷喜愛球星（2013–14季度）
- 香港超級聯賽 9月最有價值球員（2014–15季度）

## 外部連結
- Profile Archive.today的存檔，存档日期2013-02-22 at Srbijafudbal
- Profile （页面存档备份，存于） at Utakmica.rs
- Profile at tswpegasus.hk